# Charles Judson Wallace
Charles Judson Wallace (31 de desembre de 1982, Atlanta, Geòrgia) és un jugador de bàsquet estatunidenc, nacionalitzat congolès. Fa 2,06 metres d'alçada, i juga d'aler pivot. Es va formar a la Universitat de Princeton. Actualment es troba sense equip, després de pertànyer al FC Barcelona Regal, on hi va arribar procedent del CB Gran Canària.

## Trajectòria
Wallace es va formar en la Universitat de Princeton on hi va jugar un total de 102 partits promitjant 10,6 punts i 4,8 rebots per partit.
Posteriorment va fitxar per l'Eisbaeren Bremerhaven alemany, amb el qual va jugar les temporades 2005/06 i 2006/07 amb unes mitjanes d'11,5 punts i 6 rebots per partit.
En el següent exercici, Wallace es va traslladar a Itàlia. Va formar part de la Pierrel Capo d'Orlando i en la temporada 2008-09 va jugar al Benetton Treviso italià, equip amb el qual va despuntar tant a la Lega com a l'Eurocopa.
El seu periple a l'ACB es va iniciar al CB Gran Canària la temporada 2010-11, on hi promitjà 10,5 punts i 6,2 rebots per partit (ACB), i 11,4 punts i 5, 8 rebots en la competició continental (Eurocopa).
El 7 se setembre de 2011, es va fer oficial el seu fitxatge pel FC Barcelona Regal per 2 temporades. El jugador va poder signar pel quadre català després d'haver aconseguit la nacionalitat congolesa. Com a nou ciutadà de la República del Congo, Wallace es beneficia de l'Acord de Cotonou, pel qual 78 estats d'Àfrica, del Carib i del Pacífic mantenen un conveni amb la Unió Europea i els jugadors d'aquests països, des d'aquesta temporada, no ocupen plaça d'extracomunitaris a la Lliga ACB.

## Clubs
- High School: Atlanta
- 2001-05: Princeton (NCAA)
- 2005-07: Eisbären Bremerhaven (Alemanya)
- 2007-08: Pierrel Capo d'Orlando (Itàlia)
- 2008-10: Benetton Treviso (Itàlia)
- 2010-11: CB Gran Canaria (Espanya)
- 2011-13 : FC Barcelona Regal (Catalunya)
- 2013-Actualitat: EA7 Emporio Armani Milan (Itàlia)